# Pyrinia erythrocephalata
Pyrinia erythrocephalata är en fjärilsart som beskrevs av Achille Guenée 1858. Pyrinia erythrocephalata ingår i släktet Pyrinia och familjen mätare. Inga underarter finns listade.